# Gastón Acurio
Gastón Acurio (Lima, 30 oktober 1967) is een Peruviaans kok en horecaondernemer. Hij is een belangrijk vertegenwoordiger van de Peruviaanse keuken, eigenaar van meerdere internationale restaurantketens en schrijver van diverse kookboeken. In Peru heeft hij een eigen televisieprogramma en hij werkt mee aan verschillende tijdschriften.

## Leven

### Studie
Acurio begon aan een studie Rechtsgeleerdheid, maar brak deze af om in Madrid aan de hotelschool Sol de Madrid te studeren. Daarna vervolgde hij zijn studie aan de kookschool Le Cordon Bleu in Parijs. Daar leerde hij zijn Duitse vrouw Astrid Gutsche kennen, met wie hij later zijn eerste restaurant opende.

### Loopbaan
In 1994 keerde hij naar Peru terug en openden hij en zijn vrouw een Frans restaurant met de naam Astrid & Gastón. Niettemin bleek het lastig de juiste ingrediënten te vinden en hij legde zich daarom steeds meer toe op de keuken uit zijn eigen land.
Acurio is maatgevend geweest in de ontwikkeling van de Cocina Novoandina. Hij verrijkte de internationale gourmetkeuken met typische Peruviaanse ingrediënten en omgekeerd herinterpreteerden Astrid en Gastón de Peruviaanse keuken.
Begin 21e eeuw behoort hij tot de meest gerenommeerde koks van Latijns-Amerika.

## Onderscheidingen
In 2009 werd Acurio onderscheiden met een Prins Claus Prijs. De jury eerde hem "voor zijn significante bijdrage aan culinaire artisticiteit, voor het feit dat hij de Peruaanse cuisine op een hoger plan heeft gebracht en diens unieke heerlijkheden in de rest van de wereld heeft geïntroduceerd; voor het promoten van lokale ontwikkeling door het creëren van trots voor de Peruaanse cultuur en identiteit en voor het benadrukken van de essentiële relatie tussen de biodiversiteit van de natuur en culturele diversiteit." Acurio gaf bij de prijsuitreiking aan de geldprijs van 25.000 euro te willen verdelen over drie projecten: 1) de opzet van een kookschool in San Andres in Pisco dat in 2007 getroffen werd door een aardbeving, 2) de productie van een documentaire door Ernesto Cabellos-Guarango over Peruviaanse pepers (ajies), en 3) de vergroting van het Instituto de Cocina Pachacutec.
Eveneens in 2009 werd zijn boek 500 años de fusión bekroond met een Gourmand-prijs (Madrid), als Beste boek in de gastronomische wereld.